# R-2 (航空機・日本)
R-2は、石川島飛行機が大日本帝国陸軍向けに試作した練習機。機体名の「R」は「練習機」の略。

## 概要
1927年（昭和2年）7月、石川島は陸軍向けに自社開発し不採用となったR-1練習機に続いて、新設計によるR-2の開発を開始した。1928年（昭和3年）3月には2機の試作機が完成し、陸軍に買い上げられ審査が行われた。操縦性などの性能は評価されたが、安定性の悪さと搭載する英シラス社製エンジン（石川島によるライセンス生産品）の信頼性への疑問から実用性不足と判断され、制式採用はならなかった。その後、試作機は1935年（昭和10年）頃まで石川島の社用機として使用された。
機体は鋼管製骨組の胴体、木製骨組の主翼に羽布張りの複葉機で、流線型に近い胴体や楕円形の垂直尾翼を持つ、R-1からより洗練された設計となり、翼間支柱の形状やエンジンも変更された。また、1号機と2号機では固定脚の緩衝装置の取り付け位置が異なる。1機の価格は26,080円だった。

## 諸元
- 全長：6.78 m
- 全幅：9.72 m
- 全高：2.80 m
- 主翼面積：23.0 m2
- 自重：430 kg
- 全備重量：630 kg
- エンジン：石川島/シラス II 空冷直列4気筒（最大90 hp） × 1
- 最大速度：146 km/h
- 巡航速度：120 km/h
- 実用上昇限度：5,000 m
- 航続距離：420 km
- 乗員：2名